# Epicauta flavocinerea
Epicauta flavocinerea är en skalbaggsart som först beskrevs av Willis Blatchley 1910.  Epicauta flavocinerea ingår i släktet Epicauta och familjen oljebaggar. Inga underarter finns listade i Catalogue of Life.